# Thomas Schoeps
Thomas Joachim Schoeps (* 11. Januar 1989 in Berlin) ist ein ehemaliger deutscher Basketballspieler. Der 1,88 Meter große Aufbauspieler bestritt eine Partie in der Basketball-Bundesliga für Alba Berlin.

## Laufbahn
Schoeps kam über TuS Neukölln und SSC Südwest Berlin zum TuS Lichterfelde, für den er in der Saison 2006/07 sein Debüt in der 2. Basketball-Bundesliga gab. „TuSLi“ war damals Kooperationspartner des Bundesligisten Alba Berlin, und Schoeps kam im März 2007 im Spiel gegen Gießen zu seinem ersten und einzigen Kurzeinsatz in der Bundesliga.
2008/09 spielte er für Albas zweite Herrenmannschaft sowie die U19-Mannschaft des Bundesligisten. Das Spieljahr 2009/10 verbrachte Schoeps in den Vereinigten Staaten und verband am Odessa College im Bundesstaat Texas Leistungssport und Studium.
Nach einem Jahr in den USA kam er in sein Heimatland zurück und spielte für ETB Essen in der 2. Bundesliga ProA. Er verfügte in jener Saison 2010/11 zudem über ein Spielrecht beim Bundesligisten Phoenix Hagen, kam in der ersten Liga aber nicht zum Einsatz.
Zur Spielrunde 2011/12 wechselte der Aufbauspieler zum brandenburgischen Verein RSV Eintracht in die 2. Bundesliga ProB. Nach einem Jahr beim RSV schloss er sich dem Regionalligisten DBV Charlottenburg an, ehe er 2013 zum RSV Eintracht zurückging, für den er bis 2016 auf dem Feld stand.
Ab Februar 2017 verstärkte er die Mannschaft der WSG 1981 Königs Wusterhausen in der Regionalliga, 2020 wechselte er von Königs Wusterhausen zu den RedHawks Potsdam (2. Regionalliga). Schoeps beendete seine Spielerlaufbahn im Sommer 2021 wegen Hüftbeschwerden und wurde in Potsdam Assistenztrainer. Dieses Amt übte er bis zum Ende der Saison 2021/22 aus.

### Nationalmannschaft
Schoeps trug in den Altersklassen U16, U18 und U20 das deutsche Nationaltrikot. 2005 bestritt er mit Deutschlands U16-Nationalmannschaft die B-Europameisterschaft in Bulgarien. Im Sommer 2009 nahm er mit der deutschen U20-Auswahl an der Europameisterschaft in Griechenland teil.